# A Savage Crazy World
A Savage Crazy World съдържа част от концерта Crazy World Tour Live през 1990 г. както и четиринадесет видеоклипа на германската рок група „Скорпиънс“, което излиза през 2002 г. То съдържа част от концерта им в Берлин през 1991 г. при завръщането на групата от световното турне Crazy World Tour, както и не издавани преди това видеоклипове.

## Списък с песните

### Песните на живо
1. Bad Boys Running Wild
2. Hit Between the Eyes
3. I Can't Explain
4. The Zoo
5. Rhythm of Love
6. Crazy World
7. Can´t Live Without You
8. Blackout
9. Dynamite
10. Lust or Love
11. Big City Nights
12. Rock You Like a Hurricane

### Клиповете
1. Rhythm of Love
2. Believe in Love
3. Walking On The Edge
4. Rock You Like a Hurricane
5. Still Loving You
6. Passion Rules the Game
7. Tease Me Please Me
8. Don´t Believe Her
9. Send Me an Angel
10. Wind of Change
11. Alien Nation
12. Holiday
13. No One Like You
14. I’m Leaving You

## Музиканти
- Клаус Майне – вокали
- Рудолф Шенкер – китари, вокали
- Матиас Ябс – китари
- Францис Буххолц – бас
- Херман Раребел – барабани